# Birma op de Olympische Zomerspelen 1956
Birma nam deel aan de Olympische Zomerspelen 1956 in Melbourne, Australië. Ook de derde Zomerspelen bleven zonder medailles.

## Deelnemers en resultaten
(m) = mannen, (v) = vrouwen 

### Atletiek
| Olympiër    | Discipline   | Resultaat | Prestatie      |
| ----------- | ------------ | --------- | -------------- |
| Naw Myitung | 10000m (m)   | DNF       | niet gefinisht |
| Naw Myitung | marathon (m) | 26e       | 2:49.32        |

### Boksen
| Olympiër     | Discipline  | Resultaat | Prestatie                                                                      |
| ------------ | ----------- | --------- | ------------------------------------------------------------------------------ |
| Yai Shwe     | -51kg (m)   | 9e        | 1ste ronde: vrij 2de ronde: V van IRL Caldwell: scheidsrechterlijke beslissing |
| Thein Myint  | -54kg (m)   | 9e        | 1ste ronde: vrij 2de ronde: V van BRA Jofre: punten                            |
| Yaichit Wang | -57kg (m)   | 9e        | 1ste ronde: vrij 2de ronde: V van JPN Suzuki: punten                           |
| Yaichit Wang | -63,5kg (m) | 17e       | 1ste ronde: V van ROU Dumitrescu: punten                                       |

### Gewichtheffen
| Olympiër       | Discipline  | Resultaat | Prestatie                                                                            |
| -------------- | ----------- | --------- | ------------------------------------------------------------------------------------ |
| Aw Chu Kee     | -56kg (m)   | 11e       | duwen: 12de met 85kg trekken: 13de met 80kg stoten: 13de met 110kg totaal: 275kg     |
| Tun Maung Kywe | -60kg (m)   | 14e       | duwen: 14de met 90kg trekken: 11de met 92,5kg stoten: 14de met 115kg totaal: 297,5kg |
| Nil Tun Maung  | -67,5kg (m) | 8e        | duwen: 7de met 110kg trekken: 7de met 105kg stoten: 7de met 137,5kg totaal: 352,5kg  |

### Zeilen
| Olympiër                   | Discipline   | Resultaat | Prestatie                               |
| -------------------------- | ------------ | --------- | --------------------------------------- |
| Lwin U Maung Maung         | finn         | 19e       | 1007 punten: (17-18-17-17-17-17-18)     |
| Gyi Khin Pe Chow Park Wing | 12m² sharpie | 13e       | 275 punten: (DNF-13-11-DNF-DNF-DNS-DNS) |

Afghanistan · Argentinië · Australië · Bahama's · België · Bermuda · Birma · Brazilië · Brits-Guiana · Bulgarije · Cambodja* · Canada · Ceylon · Chili · Colombia · Cuba · Denemarken · Duits eenheidsteam · Egypte* · Ethiopië · Fiji · Filipijnen · Finland · Frankrijk · Griekenland · Groot-Brittannië · Hongarije · Hongkong · Ierland · IJsland · India · Indonesië · Iran · Israël · Italië · Jamaica · Japan · Joegoslavië · Kenia · Liberia · Luxemburg · Malakka · Mexico · Nederland* · Nieuw-Zeeland · Nigeria · Noord-Borneo · Noorwegen · Oeganda · Oostenrijk · Pakistan · Peru · Polen · Portugal · Puerto Rico · Roemenië · Singapore · Sovjet-Unie · Spanje* · Taiwan · Thailand · Trinidad en Tobago · Tsjecho-Slowakije · Turkije · Uruguay · Venezuela · Verenigde Staten · Vietnam · Zuid-Afrika · Zuid-Korea · Zweden · Zwitserland*

*alleen deelgenomen in Stockholm